# 松井督治
松井 督治（まつい とくじ、1960年12月3日 - ）は、日本の政治家、フリーアナウンサー。大分放送（OBS）在籍時はアナウンサーや同局報道部長を歴任。現在は独立し、フリーアナウンサーや講師として活動している。大分県国東市（旧武蔵町）出身、血液型はO型。国東市長（1期目）。

## 略歴・人物
東京学芸大学、東京アナウンス学院を卒業後、1983年OBSに入社。
小学校、中学校、高校と一貫して放送部に所属。大学では生物学を専攻していたが、その面白さに一時は生物学者になろうかとも思ったという。
OBS在籍時には、アナウンサーとして、大分弁ジョークを紹介する「松井督冶の夕方なしか!」を担当したり、「ちょるちょるワイド」の中でも大分弁を扱ったコーナーを持つなど、大分弁を愛し、伝え、守っている。かつては『僕たちアニメマインド・アニパック10』のパーソナリティを務めていたが、始めた当時は『宇宙戦艦ヤマト』以来のアニメに関する知識が無かったそうで、話題に付いて行こうと奮闘する様子がまたリスナーに人気だったという。過去にはスポーツ実況も行なっており、別府大分毎日マラソンや大分トリニータ（松井が担当していた当時は「大分トリニティ」だった）などを中心に活躍していた。
2002年アナウンス部長、2009年報道部長、2015年報道制作局長、2018年メディア局長を歴任し、2020年12月に定年退職。

定年退職の際に「夕方なしか！」のMCを「旅に出る」という形でいったん離れるが、後にフリーアナウンサーとして復帰を果たした。2022年4月9日より、テレビ大分（TOS）の情報番組「サタデーパレット」のMCとしてOBS以外の番組に初参加。その傍ら、OBS在職中の2017年に大分大学大学院経済学研究科博士後期課程に入学。経済学及び地域政策分野の研究で、2022年に修了し、論文「NPO による新しい地域づくり活動の条件とメディアの役割について －大分市中心部での地域活性化イベントを事例として－」により博士（経済学）を取得した。
2022年12月26日、翌年2月12日告示、同19日投開票の国東市長選挙に無所属で立候補する意向を表明。
2023年2月19日、国東市長選挙に当選。同年3月6日に初登庁。

## 担当番組
- サタデーパレット（テレビ：テレビ大分）

以下すべて大分放送
- アニメマインド（ラジオ）[1]
- ナウナウナウ大行進(ラジオ)[1]
- 今がたべ時味なミュージック(ラジオ)[1]
- OBSニュースライン（テレビ）
- ビッグモーニング（テレビ、中継リポーター）
- ちょるちょるワイド（ラジオ）
- ごごらくワイド (ラジオ)
- かぼすタイム　(テレビ)
- 松井督冶の夕方なしか!（ラジオ）
- OBSイブニングニュース(テレビ)
- 松井督治 NEWS WAVE（ラジオ）